# Circuito Sureste de la Liga Nacional de Baloncesto
El Circuito Sureste es una de las dos divisiones de la Liga Nacional de Baloncesto, la principal liga de baloncesto profesional de República Dominicana y está compuesto por cuatro equipos.

## Historia
El Circuito Sureste y el Circuito Norte fueron creados en 2006 después de la primera temporada de la liga. Este circuito fue creado con el nombre de Circuito Sur, pero a partir de la reconstrucción de la liga en 2010, el circuito fue renombrado como Circuito Sureste.